# حسناء بنت سليمان بن سالم السويداء
حسناء بنت سليمان بن سالم السويداء؛ تنتمي حسناء إلى أسرة آل جناح من بني خالد، وهي أسرة أنجبت مجموعة من الشعراء المشاهير من بينهم (زید بن عبد الرحمن السويداء (الأول) وزيد بن عبد الرحمن السويداء الثاني ومحمد بن راشد الحمد السويداء). وقد أثرت هذه البيئة الشعرية في شخصية حسناء وساعدت على صقل موهبتها فنظمت الشعر، واشتهرت به في بلدتها، وإن غلب عليها شعر الحكمة.

## مولدها
ولدت حسناء السويداء في روضة رمان بمنطقة حائل، واختلف في تحديد تاريخ ميلادها فذكر أحدهم أنها ولدت في عام 1285 هـ / 1868م، في حين جعله آخر عام 1290 هـ /1873م، ويلاحظ أن الفارق بين التاريخين ليس كبيرة مما يعني أنها ولدت في فترة بينهما، ولا يعد هذا التفاوت غريبا نظرا لعدم العناية في ذلك الوقت بإثبات تاريخ الميلاد على وجه الدقة.

## شخصيتها
تميزت شخصية حسناء بصفات منها، الأنفة وحدة الطبع، مما أدى إلى عدم توفيقها في حياتها الزوجية فطلقت أكثر من مرة، مما تسبب في معاناتها التي زاد منها فقدها جميع اولادها الذين انجبتهم وهم في سن صغيرة وهو مادفه بها ان تندب حظها في بيتين شهيرة وهي:
وزاد من مصابها فقدها آخر أطفالها، وهو في الثامنة من عمره، بعد أن أنجبته وهي على أعتاب سن اليأس، وكان فقدها له في حادثة أليمة إذ كان ضمن مجموعة من أقرانه في أحد البساتين يلتقطون ما يسقط من النخيل من اليسر الأخضر، وفي هذه الأثناء كان هناك مجموعة من الصيادين الذين يطوفون بالبساتين لصيد الطيور الموسمية، فأطلق أحدهم رصاصة أصابت الطفل في مقتل، توفي على إثرها، وعندما عرض الأمر على قاضي البلدة حكم بالدية باعتبار الحادثة غير متعمدة، ولم يرض الحكم حسناء التي نظمت قصيدة تظهر فيها عدم قناعتها بالحكم ولوعتها على طفلها القتيل، منها الأبيات التالية:
وظلت حسناء بعد هذه الحادثة في حالة حزن شديد، وعاشت تحت رعاية أخيها ناصر بن سليمان السويداء.

## غزارة شعرها
رغم أن المهتمين بجمع الشعر الشعبي يؤكدون على غزارة شعرها إلا أنه ظل في صدور الرواة الذين تناقص عددهم مع الوقت، ولم يتبق إلا قلة منهم لا تحفظ إلا القليل من شعرها .

## وفاتها
توفيت عام 1355هـ/1936م